# Avant et... après

Avant et… après est un court-métrage muet réalisé par Max Linder en 1909.

## Synopsis
Avant, le prétendant est aux mille soins pour sa future belle-mère. Dès le mariage, l'attitude change. Un an après, la belle-mère tente de jeter le gendre dehors, quitte à perdre son dentier planté dans la partie la plus charnue de celui-ci.

## Fiche technique
- Réalisation : Max Linder
- Scénario : Max Linder
- Production : Pathé Frères
- Durée : 140 m
- Première présentation en décembre 1909

## Distribution
- Max Linder : le gendre
- Marguerite Montavon
- Léonie Richard